# HTC Sense
HTC Sense, ook wel bekend onder de oudere naam HTC Rosie en codenaam Manilla 2.5, is een gebruikersinterface die ontwikkeld is door HTC voor de besturingssystemen Android en Windows Mobile.
Sense zorgt voor een verbeterde grafische vormgeving voor Android en Windows Mobile. Wanneer een telefoon met Sense-interface wordt gebruikt, zullen er widgets op het thuisscherm worden vertoond, die vaak in verbinding staan met internet. Zo is het mogelijk om via een widget het weerbericht op te vragen of om in te loggen op sociale netwerksites zoals Facebook en Twitter.
Sense is de opvolger van het succesvolle TouchFLO 3D dat op bijvoorbeeld de HTC Touch Diamond2 en de HTC Touch Pro2 wordt gebruikt. Deze twee toestellen kregen in het najaar van 2009 een gratis upgrade naar Windows Mobile 6.5 waarbij TouchFLO 3D vervangen werd door Sense.
Sense is officieel op 24 juni 2009 door HTC in Londen aangekondigd samen met de HTC Hero, het eerste Android-toestel dat de Sense-interface zal krijgen.
De laatste nieuwe HTC Sense-versie is 5. Deze versie draait op de HTC One en werkt op Android 4.1.2. De grootste verandering is het thuisscherm, dat heeft plaatsgemaakt voor BlinkFeed, een widget die zowel nieuws als updates van sociale netwerken verzamelt. HTC Sense is met versie 5 nog minimalistischer geworden dan het was in versie 4, met als voorbeelden de plattere iconen en de weerafbeeldingen, die nu alleen nog worden vormgegeven met witte lijnen.

## Gerelateerd
- Samsung TouchWiz
- Sony Timescape UI
- Emotion UI